# Слуґоциці (гміна Томашув-Мазовецький)
Слуґоциці (пол. Sługocice) — село в Польщі, у гміні Томашув-Мазовецький Томашовського повіту Лодзинського воєводства.
Населення — 301 особа (2011).
У 1975-1998 роках село належало до Пйотрковського воєводства.

## Демографія
Демографічна структура станом на 31 березня 2011 року:
|          | Загалом | Допрацездатний вік | Працездатний вік | Постпрацездатний вік |
| -------- | ------- | ------------------ | ---------------- | -------------------- |
| Чоловіки | 153     | 36                 | 102              | 15                   |
| Жінки    | 148     | 29                 | 85               | 34                   |
| Разом    | 301     | 65                 | 187              | 49                   |